# Abe Goldstein
Abe Goldstein (* 10. September 1898 in Manhattan, New York; † 12. Februar 1977 in New York City, New York) war ein US-amerikanischer Boxer im Bantamgewicht.

## Profikarriere
Im Jahre 1916 begann Goldstein in jungen Jahren seine Karriere und musste in den ersten 40 Kämpfen nur eine Niederlage erleiden. 1921 unternahm er seinen ersten Versuch, einen Titel zu erringen, unterlag jedoch Johnny Buff in der zweiten Runde durch K. o. Weitere 19 Siege folgten, bevor Johnny Sheppard ihn in zehn Runden bezwingen konnte. Weitere gescheiterte Titelversuche folgten. Am 19. Oktober 1923 boxte Goldstein dann gegen Joe Burman um die NYSAC-Weltmeisterschaft und siegte durch einstimmigen Beschluss. Am 21. März des darauffolgenden Jahres kam mit einem Punktsieg gegen Joe Lynch zudem der universelle Weltmeistergürtel hinzu. Am 19. Dezember 1924 verlor er beide Titel an Eddie Martin durch geteilte Punktentscheidung.
Im Jahre 1927 beendete der dem Judentum angehörende Goldstein seine Karriere.